# Adolf Vorwerk
Adolf Vorwerk (* 14. Juni 1853 in Barmen (heute Stadtteil von Wuppertal); † 20. August 1925 ebenda) war ein bedeutender Vertreter der Barmer Industrie und ein bürgerschaftlich stark engagierter Unternehmer.

## Leben und Wirken

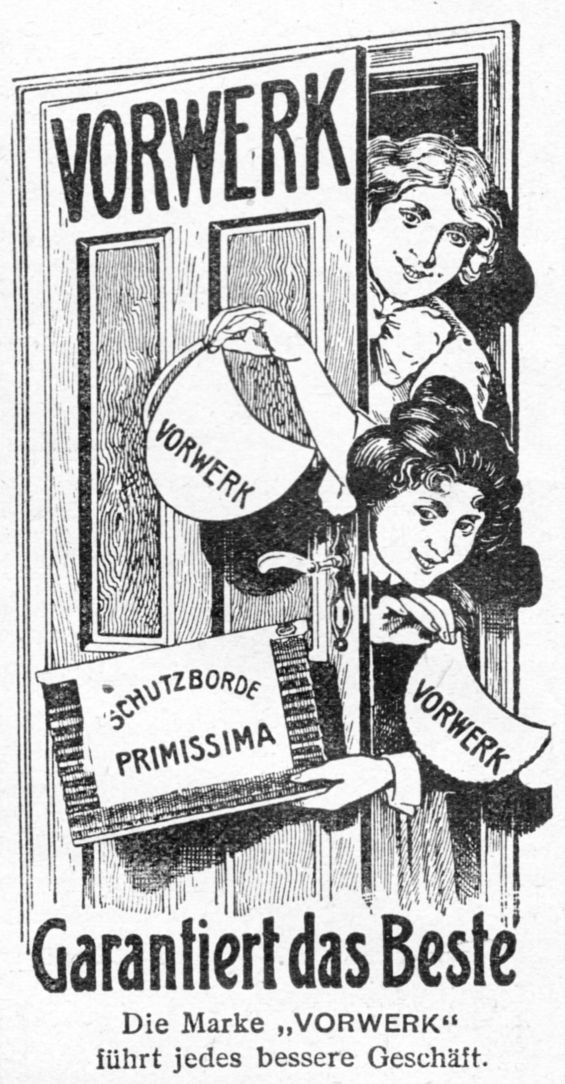
Werbung für Schutzborde im Jahr 1904

Es war der zweite Sohn von Carl Vorwerk sen. und trat nach kaufmännischer Ausbildung und Militärdienst in die von seinem Großvater und seinem Onkel gegründete Firma Vorwerk & Sohn ein. Er setzte für die Herstellung von Bändern mechanisch betriebene Bandstühle durch. Mit seinem Bruder Carl gründete er 1883 die Firma „Barmer Teppichfabrik Vorwerk & Co.“, deren Leitung dann Carl übernahm. Aus dieser Firma ist die heutige Firma Vorwerk hervorgegangen.
Adolf entwickelte unter anderem das Erfolgsprodukt der „Velours-Kleiderschutzborde“, die dem Verschleiß langer Röcke durch Schleifen auf dem Boden entgegenwirkte. Ab ca. 1900 wandte sich Vorwerk der Herstellung verschiedener Produkte aus Gummi zu.
Vorwerk erkannte die Notwendigkeit, dass sich die städtebauliche Entwicklung auf die Wuppertaler Südhöhen ausdehnen müsse. Er erbaute ein Luftkurhaus und richtete eine Omnibus-Linie zum Zentrum Barmens ein. Später gab er den Anstoß für den Bau der Barmer Bergbahn. 1892 ließ er das „neue Luftkurhaus“ erbauen, das ein beliebtes Ausflugsziel wurde. Er ließ den Vorwerkpark und im Gebiet des Toelleturms Sport- und Spielplätze anlegen.
Seine drei Söhne Adolf jun., Wilhelm und Max übernahmen alle im väterlichen Unternehmen leitende Funktionen bzw. wurden ihre Inhaber.
Das Grab von Adolf Vorwerk befindet sich auf dem Ev. Friedhof Norrenberg in Barmen.